# 麦琪公寓
麦琪公寓（英語：Magy Apartments）位于今上海复兴西路、乌鲁木齐中路的交叉口，是一栋10层的现代派历史公寓建筑。因地处当时的麦琪路（今乌鲁木齐中路），故而得名。建筑由苏商出资，法商赉安洋行（Léonard Alexandre Company）设计，中法营造厂建造，于1936年建成。
1999年，麦琪公寓入选第三批上海市优秀历史建筑。麦琪公寓出名的一点是其占地面积仅有220平方米，可谓“袖珍公寓”。

## 建筑
麦琪公寓为筋混凝土结构，楼高40米共10层，建筑面积1939平方米。建筑立面的中心为转角处的弧形敞开式阳台，阳台与两旁的转角窗相接。顶楼设一平台。建筑旁侧还设计有半圆形的柱体。立面外墙贴瓷釉面砖。

### 设计理念
建筑所在地皮处于的两条马路交汇处有一街心花园，于是建筑师借助这优美的环境采用借景的设计手法，将公寓平面设计成“点状式”，坐北朝南，呈扇形。将其设计成“点状式”就是想在地皮面积较小的情况下，获得较多建筑面积并同时点缀街景。因为与周围环境相符，使得其即使在平面撑足了地皮的情况下，仍然没有局促感。

### 内部设计
公寓底层沿街设有四个汽车库，转角处为入口走廊和门厅，并设有电梯。在电梯间后还有锅炉房和垃圾房等附属用房，并有专用出入口。至于房型分布，公寓二层设2个四室户，三至八层是一层一户的标准层，第九、第十层则为跃层户，整幢楼共11套居室。每户房都均有大小不一的阳台、厨房和卫生间。此外，公寓内家具和家电也较齐全，如柳安木门、钢窗、壁橱、成套卫生设备和冷暖设施等。室内地板则为柚木拼花的地板。